# مدرسه شرفیه
مدرسه شرفیه (انگلیسی: Al-Sharafiyah Madrasa)  مدرسه تاریخی در حلب، سوریه است.